# Camellia (алгоритм)
Camellia — алгоритм симетричного блочного шифрування (розмір блоку 128 біт ключа 128, 192, 256 біт), один із фіналістів європейського конкурсу NESSIE (поряд з AES і Shacal-2), розробка японських компаній Nippon Telegraph and Telephone Corporation і Mitsubishi Electric Corporation (представлений 10 березня 2000 р.). Сертифікований японською організацією CRYPTREC, як рекомендований для промислового й державного використання алгоритм.
Camellia є подальшим розвитком алгоритму шифрування E2, одного з алгоритмів, представлених на конкурсі AES з використанням елементів алгоритму MISTY1.
Структура алгоритму заснована на класичному ланцюгу Фейстеля з попереднім й фінальним забілюванням. Циклічна функція використовує нелінійне перетворення (S-блоки), блок лінійного розсіювання кожні 16 циклів (побайтова операція XOR) і байтову перестановку.
В залежності від довжини ключа,  має 18 циклів (128 бітний ключ), або 24 циклу (192 і 256 бітний ключ).
Підтримка алгоритму Camellia введена в 2008 році в браузері Mozilla Firefox 3, однак відключена в 2014 році в Mozilla Firefox 33. Алгоритм запатентований, однак поширюється під рядом вільних ліцензій, зокрема, є частиною проекту OpenSSL.

## Опис

### Генерація ключів допоміжних

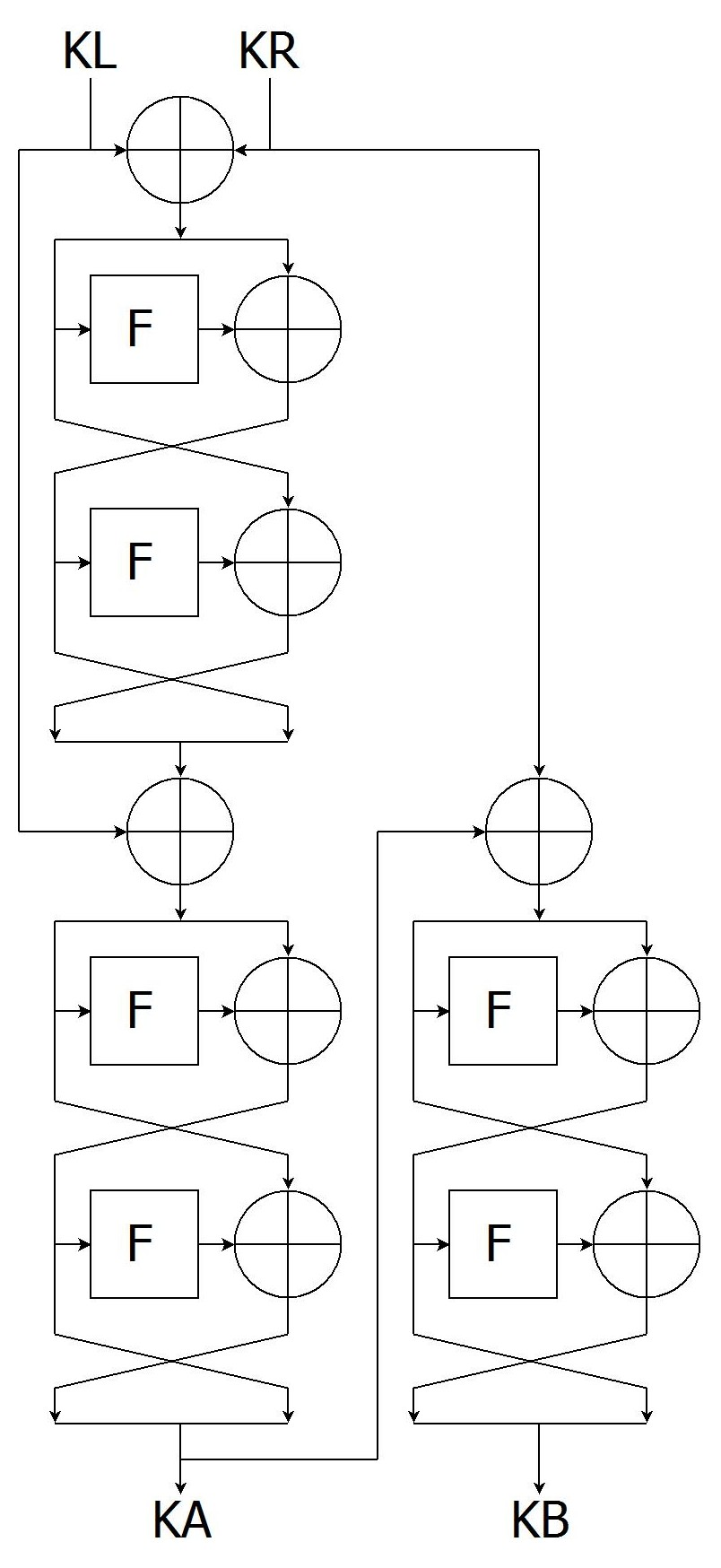
Обчислення Ka і Kb

1. Ключ (До) розбивається на 2 128-бітні частини KL і KR.
| Ключ | KL       | KR                                      |
| ---- | -------- | --------------------------------------- |
| 128  | K        | 0                                       |
| 192  | K >> 64  | ((K & MASK64) << 64) \| (~(K & MASK64)) |
| 256  | K >> 128 | K & MASK128                             |

2. Обчислюємо 128-бітні числа KA і KB (див. схему). Змінні D1 і D2 64-бітні.
```
 D1 = (KL ^ KR) >> 64;
 D2 = (KL ^ KR) & MASK64;
 D2 = D2 ^ F(D1, C1);
 D1 = D1 ^ F(D2, C2);
 D1 = D1 ^ (KL >> 64);
 D2 = D2 ^ (KL & MASK64);
 D2 = D2 ^ F(D1, C3);
 D1 = D1 ^ F(D2, C4);
 KA = (D1 << 64) | D2;
 D1 = (KA ^ KR) >> 64;
 D2 = (KA ^ KR) & MASK64;
 D2 = D2 ^ F(D1, C5);
 D1 = D1 ^ F(D2, C6);
 KB = (D1 << 64) | D2;
```

3. Обчислюємо допоміжні 64-бітові ключі kw1, …, kw4, k1, …, k24, ke1, …, ke6 в залежності від розміру ключа:

### Шифрування
Шифрування відбувається за схемою Фейстеля з 18 етапами для 128-бітного ключа і 24 етапами для 192 і 256-бітних ключів. Кожні 6 етапів застосовуються функції FL і FLINV.

### Допоміжні функції F, FL, FLINV
F-, FL — і FLINV — функції на вхід отримують 2 64-бітних параметра — дані F_IN і ключ KE.
Функція F використовує 16 8-бітових змінних t1, …, t8, y1, …, y8 і 1 64-бітну змінну. На виході функції 64-бітове число.
Функції FL і FLINV використовують 4 32-бітні змінні x1,x2,k1,k2. На виході функції 64-бітове число. Функція FLINV — обернена до FL

### S— блоки
Значення функції SBOX1 визначається із наступної таблиці:
|   | 0   | 1   | 2   | 3   | 4   | 5   | 6   | 7   | 8   | 9   | a   | b   | c   | d   | e   | f   |
| - | --- | --- | --- | --- | --- | --- | --- | --- | --- | --- | --- | --- | --- | --- | --- | --- |
| 0 | 112 | 130 | 44  | 236 | 179 | 39  | 192 | 229 | 228 | 133 | 87  | 53  | 234 | 12  | 174 | 65  |
| 1 | 35  | 239 | 107 | 147 | 69  | 25  | 165 | 33  | 237 | 14  | 79  | 78  | 29  | 101 | 146 | 189 |
| 2 | 134 | 184 | 175 | 143 | 124 | 235 | 31  | 206 | 62  | 48  | 220 | 95  | 94  | 197 | 11  | 26  |
| 3 | 166 | 225 | 57  | 202 | 213 | 71  | 93  | 61  | 217 | 1   | 90  | 214 | 81  | 86  | 108 | 77  |
| 4 | 139 | 13  | 154 | 102 | 251 | 204 | 176 | 45  | 116 | 18  | 43  | 32  | 240 | 177 | 132 | 153 |
| 5 | 223 | 76  | 203 | 194 | 52  | 126 | 118 | 5   | 109 | 183 | 169 | 49  | 209 | 23  | 4   | 215 |
| 6 | 20  | 88  | 58  | 97  | 222 | 27  | 17  | 28  | 50  | 15  | 156 | 22  | 83  | 24  | 242 | 34  |
| 7 | 254 | 68  | 207 | 178 | 195 | 181 | 122 | 145 | 36  | 8   | 232 | 168 | 96  | 252 | 105 | 80  |
| 8 | 170 | 208 | 160 | 125 | 161 | 137 | 98  | 151 | 84  | 91  | 30  | 149 | 224 | 255 | 100 | 210 |
| 9 | 16  | 196 | 0   | 72  | 163 | 247 | 117 | 219 | 138 | 3   | 230 | 218 | 9   | 63  | 221 | 148 |
| a | 135 | 92  | 131 | 2   | 205 | 74  | 144 | 51  | 115 | 103 | 246 | 243 | 157 | 127 | 191 | 226 |
| b | 82  | 155 | 216 | 38  | 200 | 55  | 198 | 59  | 129 | 150 | 111 | 75  | 19  | 190 | 99  | 46  |
| c | 233 | 121 | 167 | 140 | 159 | 110 | 188 | 142 | 41  | 245 | 249 | 182 | 47  | 253 | 180 | 89  |
| d | 120 | 152 | 6   | 106 | 231 | 70  | 113 | 186 | 212 | 37  | 171 | 66  | 136 | 162 | 141 | 250 |
| e | 114 | 7   | 185 | 85  | 248 | 238 | 172 | 10  | 54  | 73  | 42  | 104 | 60  | 56  | 241 | 164 |
| f | 64  | 40  | 211 | 123 | 187 | 201 | 67  | 193 | 21  | 227 | 173 | 244 | 119 | 199 | 128 | 158 |

Для прикладу: SBOX1(0x7a)=232.
SBOX2, SBOX3 і SBOX4 визначаються з SBOX1 наступним чином:
```
 SBOX2[x] = SBOX1[x] <<< 1;
 SBOX3[x] = SBOX1[x] <<< 7;
 SBOX4[x] = SBOX1[x <<< 1];
```

### Розшифрування
Алгоритм розшифрування ідентичний шифруванню, з тим лише розходженням, що допоміжні ключі міняються місцями за наступною схемою, в залежності від довжини вихідного ключа:
| Розмір ключа | Розмір ключа   |
| 128 біт      | 192 чи 256 біт |
| ------------ | -------------- |
| kw1 <-> kw3  | kw1 <-> kw3    |
| kw2 <-> kw4  | kw2 <-> kw4    |
| k1 <-> k18   | k1 <-> k24     |
| k2 <-> k17   | k2 <-> k23     |
| k3 <-> k16   | k3 <-> k22     |
| k4 <-> k15   | k4 <-> k21     |
| k5 <-> k14   | k5 <-> k20     |
| k6 <-> k13   | k6 <-> k19     |
| k7 <-> k12   | k7 <-> k18     |
| k8 <-> k11   | k8 <-> k17     |
| k9 <-> k10   | k9 <-> k16     |
|              | k10 <-> k15    |
|              | k11 <-> k14    |
|              | k12 <-> k13    |
| ke1 <-> ke4  | ke1 <-> ke6    |
| ke2 <-> ke3  | ke2 <-> ke5    |
|              | ke3 <-> ke4    |

## Приклад шифрування
Ключ: 0123456789abcdeffedcba9876543210
Зашифриване повідомлення: 0123456789abcdeffedcba9876543210
Зашифроване повідомлення: 67673138549669730857065648eabe43

## Застосування
Підтримка Camellia була додана у фінальній версії Mozilla Firefox 3 в 2008 році. Пізніше в тому ж році команда розробників FreeBSD оголосила, що підтримка даного шифрування також була включена в FreeBSD 6.4-RELEASE. У вересні 2009 року GNU Privacy Guard додали підтримку Camellia у версії 1.4.10.
Крім того, багато популярних бібліотек безпеки, такі як Crypto++, GnuTLS, PolarSSL і OpenSSL також включають в себе підтримку Camellia.

## Порівняння з аналогами
| Алгоритм   | Кількість логічних елементів | Кількість логічних елементів | Кількість логічних елементів | Час обчислення ключів, нс | Час шифрування/дешифрування, нс | Пропускна здатність, Mb/s |
| Алгоритм   | Шифрування/дешифрування      | Ключі                        | Повна кількість              | Час обчислення ключів, нс | Час шифрування/дешифрування, нс | Пропускна здатність, Mb/s |
| ---------- | ---------------------------- | ---------------------------- | ---------------------------- | ------------------------- | ------------------------------- | ------------------------- |
| DES        | 42,204                       | 12,201                       | 54,405                       | -                         | 55.11                           | 1161.31                   |
| Triple-DES | 124,888                      | 23,207                       | 128,147                      | -                         | 157.09                          | 407.40                    |
| MARS       | 690,654                      | 2,245,096                    | 2,935,754                    | 1740.99                   | 567.49                          | 225.55                    |
| RC6        | 741,641                      | 901,382                      | 1,643,037                    | 2112.26                   | 627.57                          | 203.96                    |
| Rijndael   | 518,508                      | 93,708                       | 612,834                      | 57.39                     | 65.64                           | 1950.03                   |
| Serpent    | 298,533                      | 205,096                      | 503,770                      | 114.07                    | 137.40                          | 931.58                    |
| Twofish    | 200,165                      | 231,682                      | 431,857                      | 16.38                     | 324.80                          | 394.08                    |
| Camellia   | 216,911                      | 55,907                       | 272,819                      | 24.36                     | 109.35                          | 1170.55                   |

## Розробники
- Kazumaro Aoki
- Tetsuya Ichikawa
- Masayuki Kanda
- Mitsuru Matsui
- Shiho Moriai
- Junko Nakajima
- Toshio Tokita
- Nippon Telegraph and Telephone Corporation
- Mitsubishi Electric Corporation